# Ruellia fulgida
Ruellia fulgida là một loài thực vật có hoa trong họ Ô rô. Loài này được Andrews miêu tả khoa học đầu tiên năm 1808.